# سفارة أوكرانيا في ليبيا
سفارة أوكرانيا في ليبيا هي أرفع تمثيل دبلوماسي لدولة أوكرانيا لدى ليبيا تقع السفارة في طرابلس وهي تهدف لتعزيز المصالح الأوكرانية في ليبيا.